# Legends (serie televisiva)
Legends è una serie televisiva statunitense sviluppata da Howard Gordon, Jeffrey Nachmanoff e Mark Bomback e trasmessa per due stagioni tra il 2014 e il 2015 su TNT.
Basata sul romanzo Legends, scritto da Robert Littell, ha debuttato il 13 agosto 2014, mentre il 14 dicembre 2015, dopo il termine della produzione della seconda stagione, ne è stata annunciata la cancellazione.
In Italia è stata trasmessa dal 26 febbraio 2015 sul canale a pagamento Fox.

## Trama
Martin Odum è un agente sotto copertura dell'FBI che si trasforma in una persona diversa per ogni singolo caso. Un misterioso straniero lo porta a mettere in discussione la sua sanità mentale.

## Episodi
| Stagione         | Episodi | Prima TV USA | Prima TV Italia |
| ---------------- | ------- | ------------ | --------------- |
| Prima stagione   | 10      | 2014         | 2015            |
| Seconda stagione | 10      | 2015         | 2016            |

## Personaggi e interpreti
- Alexei Volkov/Martin Odum (stagioni 1-2), interpretato da Sean Bean, doppiato da Massimo Corvo.
- Crystal McGuire (stagione 1), interpretata da Ali Larter, doppiata da Claudia Catani.
- Tony Rice (stagione 1, guest stagione 2), interpretato da Morris Chestnut, doppiato da Francesco Pezzulli.
- Maggie Harris (stagione 1), interpretata da Tina Majorino, doppiata da Roberta De Roberto.
- Nelson Gates (stagione 1), interpretato da Steve Harris, doppiato da Marco Mete.
- Sonya Odum (stagione 1), interpretata da Amber Valletta, doppiata da Alessandra Korompay.
- Aiden Odum (stagione 1), interpretato da Mason Cook.
- Curtis Ballard (stagione 2), interpretato da Steve Kazee, doppiato da Daniele Giuliani.
- Gabrielle Miskova (stagione 2), interpretata da Winter Ave Zoli, doppiata da Benedetta Ponticelli.
- Ilyana Crawford (stagione 2), interpretata da Klára Issová, doppiata da Ilaria Latini.
- Kate Crawford (stagione 2), interpretata da Aisling Franciosi, doppiata da Eva Padoan.
- Nina Brenner (stagione 2), interpretata da Kelly Overton, doppiata da Benedetta Degli Innocenti.
- Terrence Graves (stagione 2), interpretato da Ralph Brown, doppiato da Antonio Sanna.
- Doku Zakayev (stagione 2), interpretato da Visar Vishka, doppiato da Riccardo Scarafoni.
- Tamir Zakayev (stagione 2), interpretato da Nikola Đuričko, doppiato da Sergio Lucchetti.
- Khava Bazaeva (stagione 2), interpretata da Anna Rust.
- Simon Hardy (stagione 2), interpretato da Gershwyn Eustache Jr., doppiato da Simone Crisari
- Generale Presidente Arsanov (stagione 2), interpretato da Adnan Hasković.
- Ivanenko Sr. (stagione 2), interpretato da Eric Godon.
- Farrah Bulfati (stagione 2), interpretata da Kiran Sonia Sawar, doppiata da Sara Imbriani.

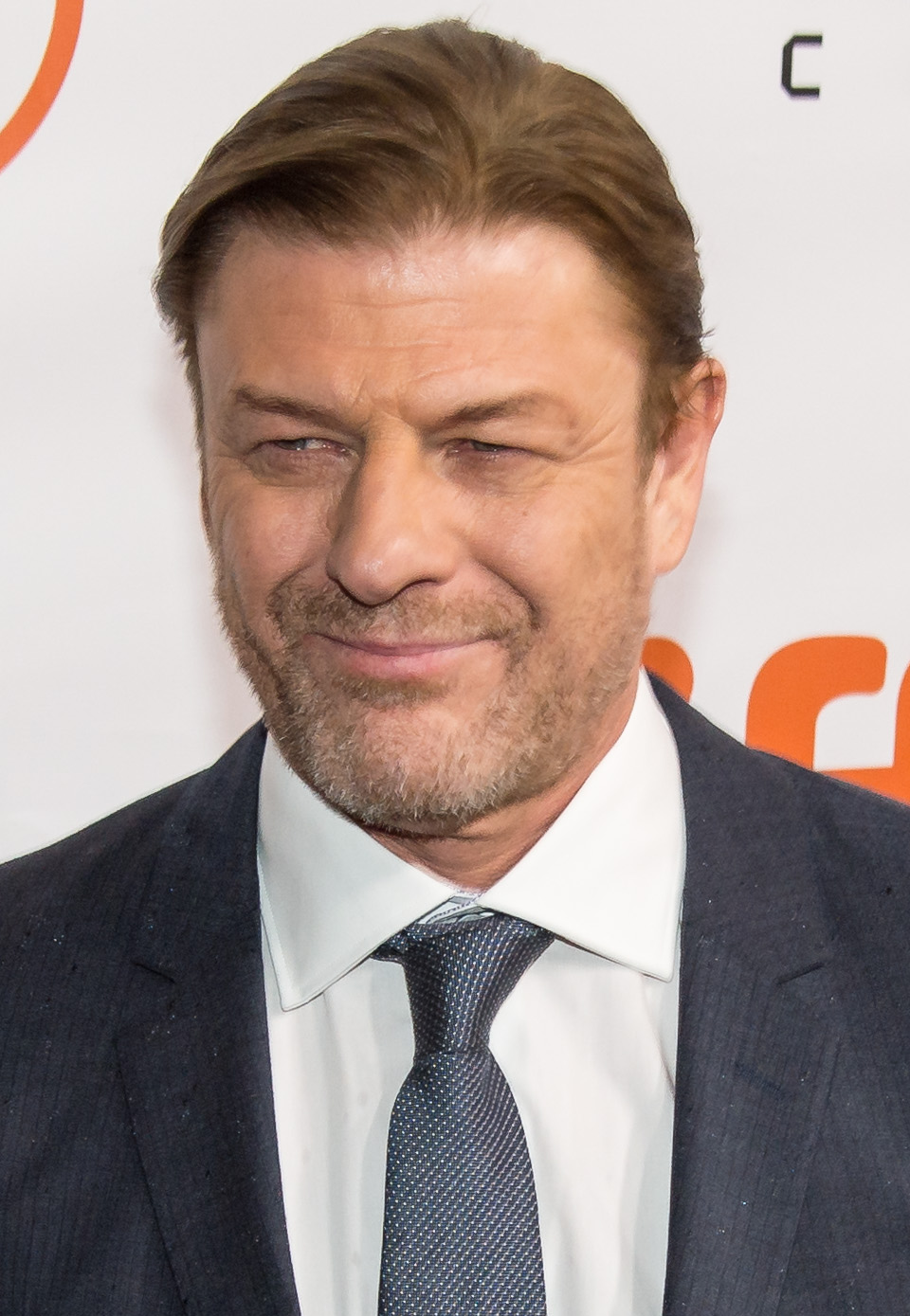
Sean Bean interpreta Martin Odum
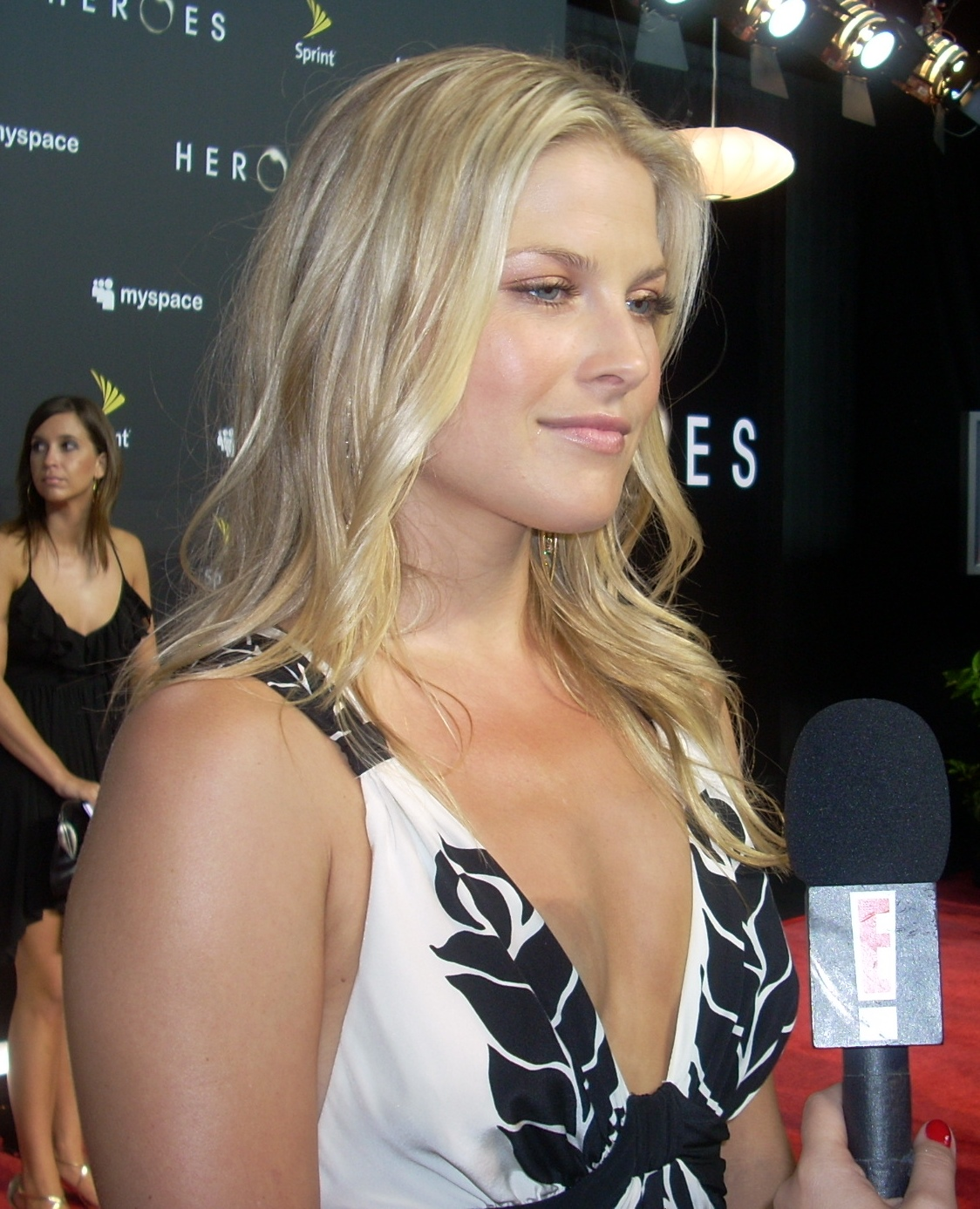
Ali Larter interpreta Crystal McGuire
Morris Chestnut interpreta Tony Rice
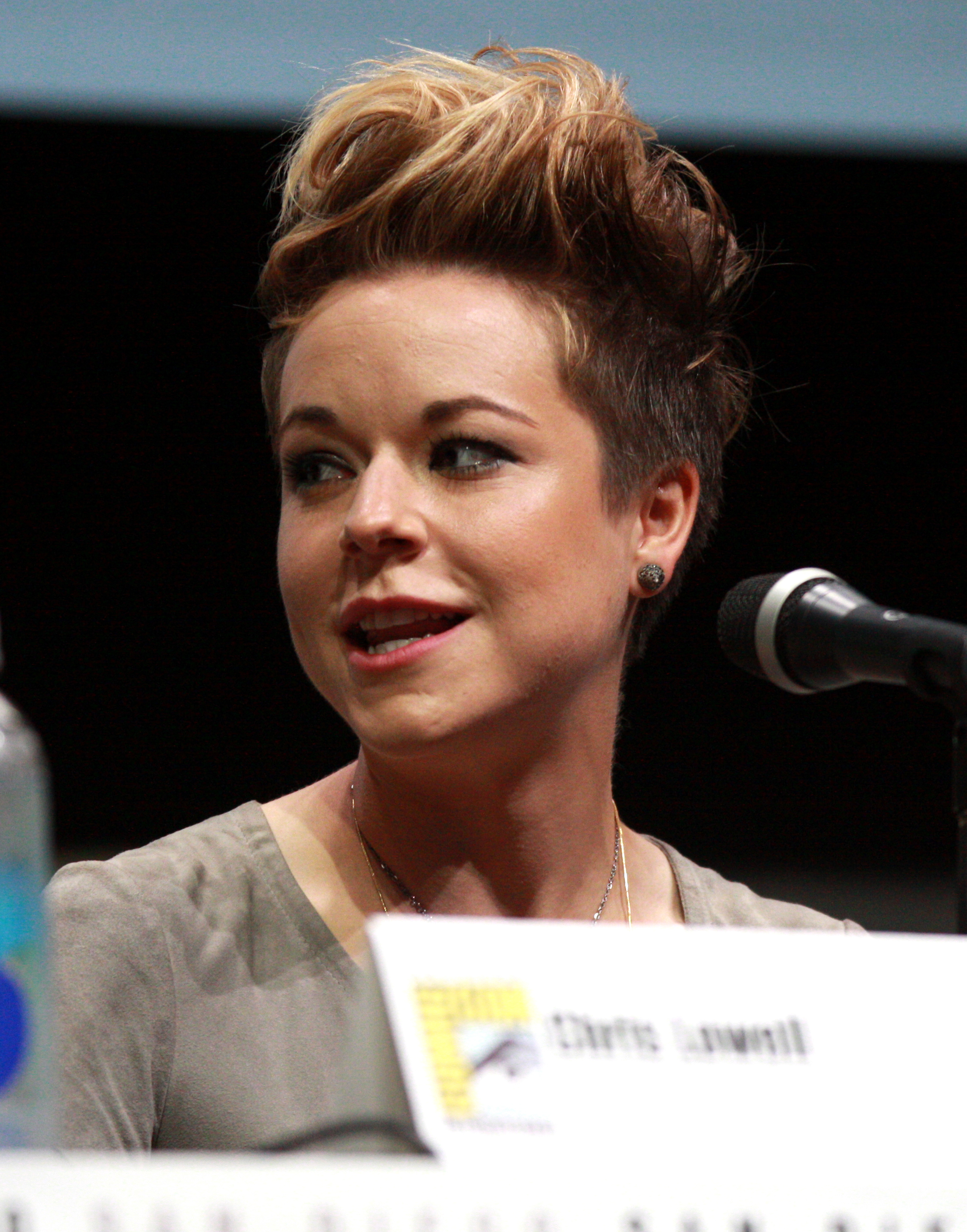
Tina Majorino interpreta Maggie Harris
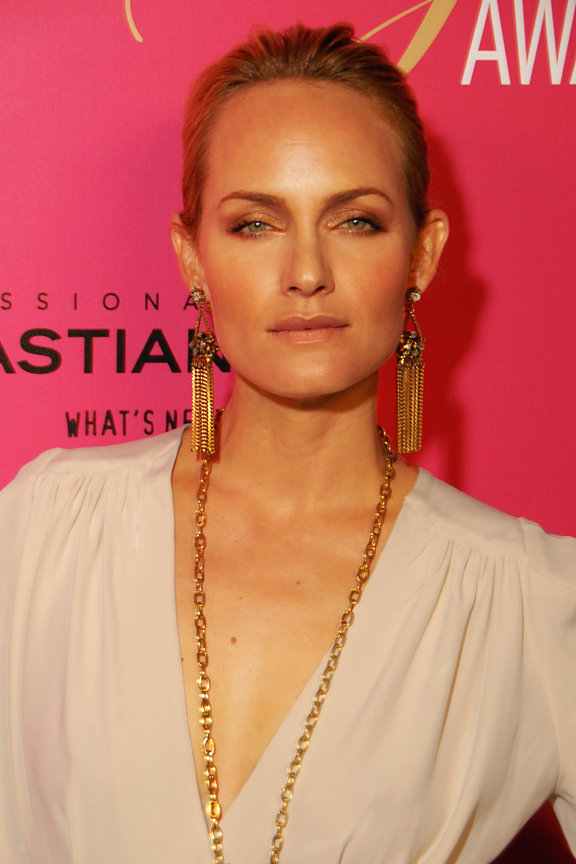
Amber Valletta interpreta Sonya Odum
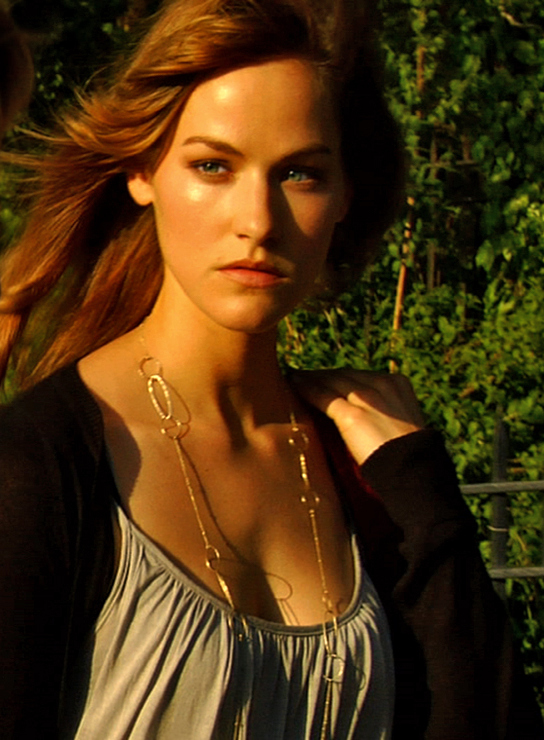
Kelly Overton interpreta Nina Brenner
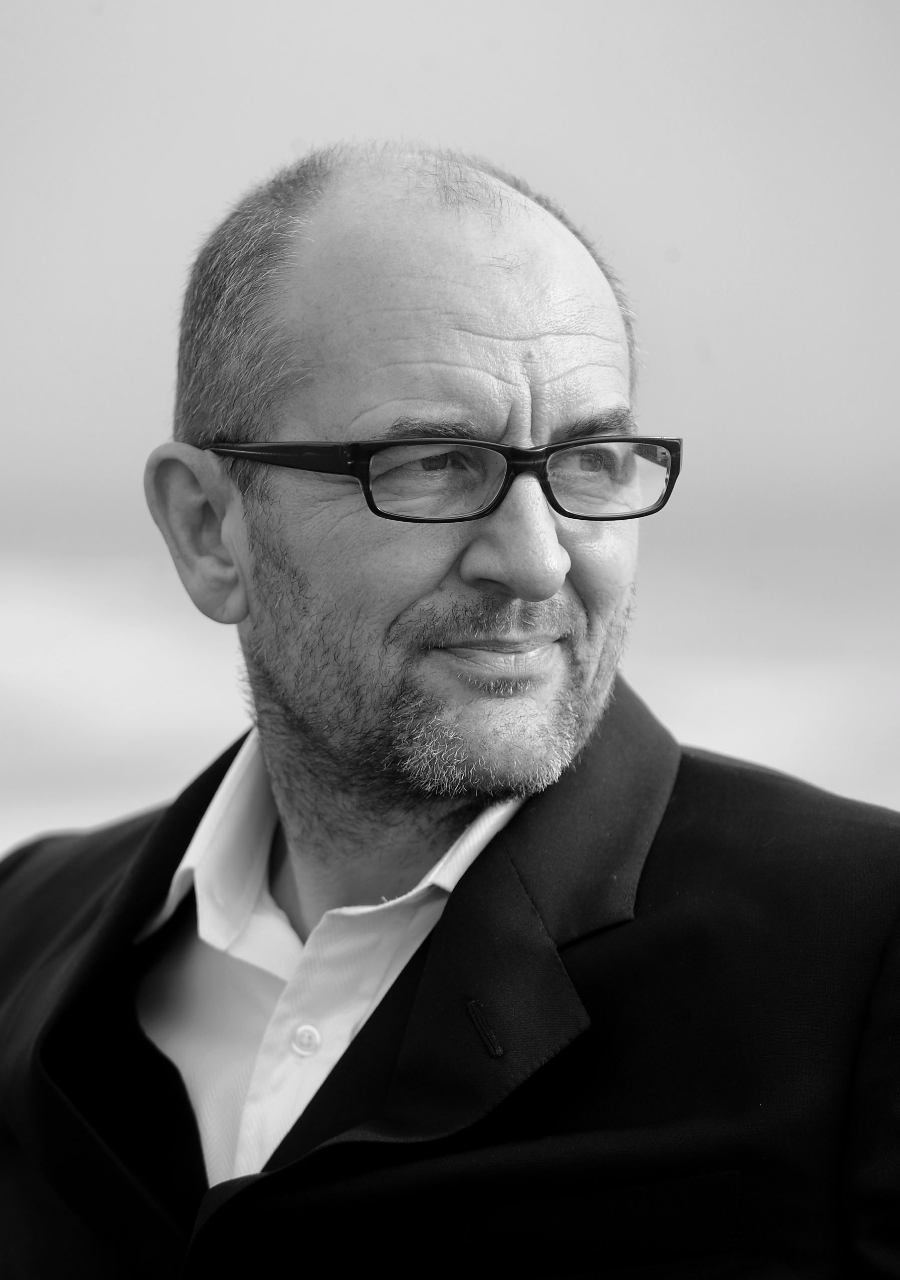
Ralph Brown interpreta Terrence Graves